# Уманський фаховий коледж технологій та бізнесу
Уманський фаховий коледж технологій та бізнесу — державний навчальний заклад I—II рівнів акредитації, підпорядкований Уманському національному університету садівництва.

## Історія
В 1883 році, на прохання Департаменту народної освіти, було створено Уманську прогімназію, яку в 1920 році було перейменовано у професійно-технічне училище, де готувались професійні робітники для промисловості міста та округу по переробці сільськогосподарської продукції та виробництву будівельних матеріалів. Для будівництва навчального корпусу гімназії було запрошено Владислава Городецького
6 жовтня 1930 року на базі Уманського профтехучилища було створено Уманський технікум механізації та електрифікації сільського господарства.
З 1936 року — Уманський технікум механізації, електрифікації та сільськогосподарського будівництва. До 1993 року технікум був однопрофільний із спеціальністю «Механізація сільського господарства».
В 1995 році технікум перейменовано в Уманський агротехнічний коледж, а у 2010 році приєднано до Уманського національного університету садівництва.
У 2020 році агротехнічний коледж реорганізовано на фаховий коледж технологій та бізнесу Уманського національного університету садівництва.

## Структура, спеціальності
Перелік спеціальностей:
- експлуатація та ремонт машин і обладнання агропромислового виробництва;
- організація перевезень і управління на автотранспорті;
- фінанси та кредит;
- бухгалтерський облік;
- оціночна діяльність;
- обслуговування програмних систем і комплексів;
- розробка програмного забезпечення.

Робітничі професії:
- водій автомобіля;
- тракторист — машиніст;
- слюсар з ремонту автомобілів;
- електрозварник;
- швачка;
- оператор комп'ютерного набору і таке інше.

Формат навчання — денна, заочна.
Має гуртожиток, навчально-виробничий комплекс, бібліотеку та читальний зал, фізкультурно-оздоровчий комплекс, їдальню, стадіон, навчальні корпуси, власна газова котельня та інше.